# Minoritski prehod

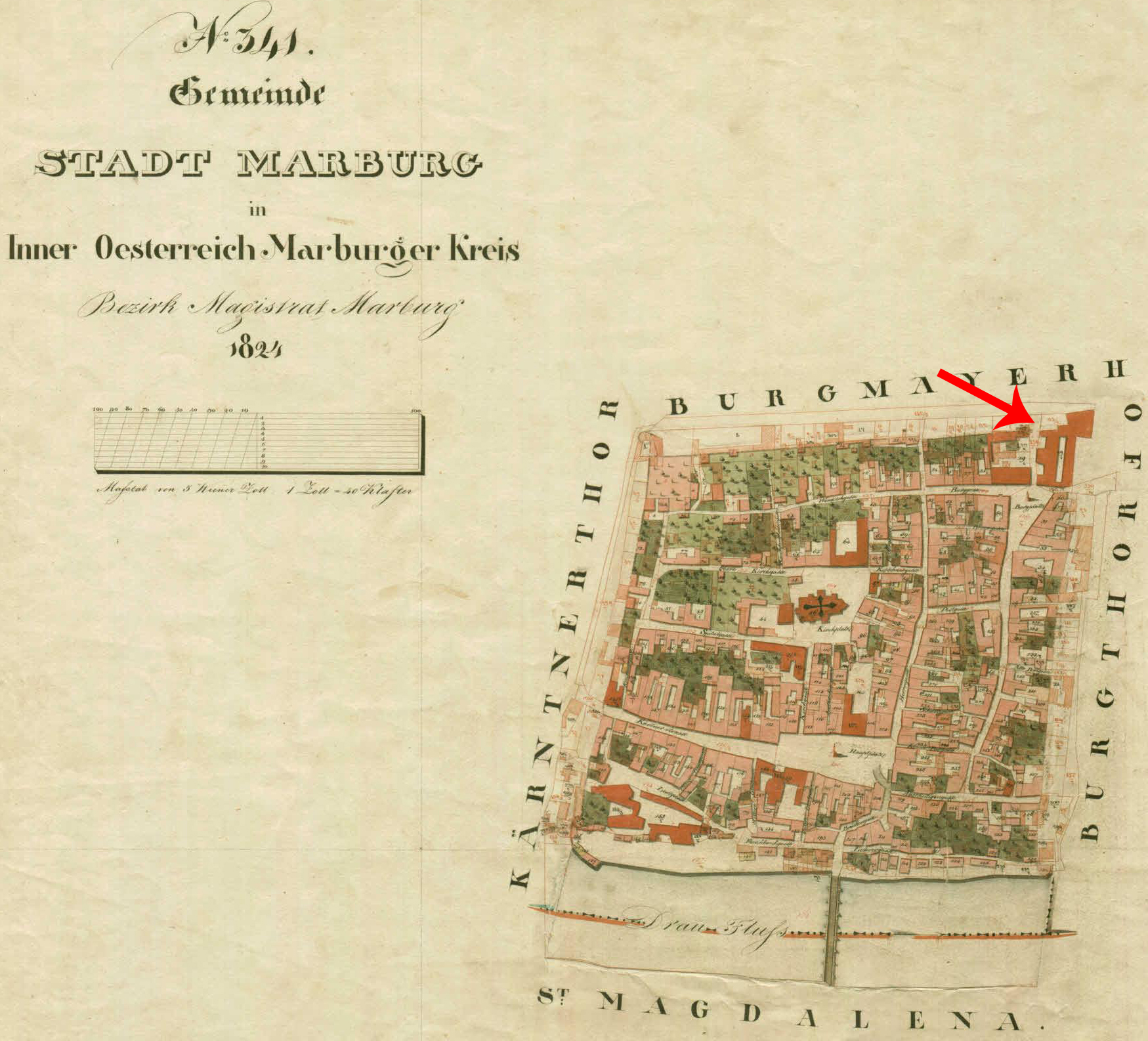
Kasernengasse (heutige Minoristki prehod) auf dem Stadtplan Maribor 1824. Gekennzeichnet: die Stadtburg

Minoritski prehod (deutsch – wörtlich: Minoritengang oder Minoritenpassage) ist der Name einer schmalen Gasse im Stadtviertel Lent in der Altstadt von Maribor, Slowenien. Benannt ist die Passage nach dem ehemaligen Minoritenkloster Maribor an dieser Stelle.

## Geschichte
Der älteste Name der schmalen Gasse, die das ehemalige Minoritenkloster am Vojašniški trg, erstmals 1270 erwähnt mit der Koroška cesta verband, war Casern Gasse aus dem Jahr 1822. Bereits 1840 und erneut von 1941 bis 1945 war der Name Gässl (Minoritengasse) in Gebrauch. 1919 wurde der Name in Minoritska ulica geändert, 1938 aufgrund der Enge der Gasse in Minoritski prehod.

## Minoritenkloster
Die Entwürfe für das Minoritenkloster stammen bereits aus dem 13. Jahrhundert und es ist somit das einzige Kloster in der Stadt, das aus der Zeit des Mittelalters stammt. Bis zum 17. Jahrhundert gehörte es zur so genannten österreichischen ordentlichen Provinz in Wien, später zur steirischen ordentlichen Provinz mit Sitz in Graz. Im Jahre 1784 wurde es während der josephineschen Reformen aufgegeben. Es wurde zur Kaserne des 47. kaiserlich-königlichen Infanterieregiments und diente bis zum Jahre 1927 militärischen Zwecken.

## Lage
Die schmale Gasse liegt östlich des Vodnikov trg und verbindet die Koroska cesta mit dem Vojašniški trg.